# Analyse didactique (EPS)
Pour l'éducation physique et sportive, l‘analyse didactique est un ensemble de démarches de construction de contenus d'enseignement prenant leurs sources dans l'étude, par l'intervenant ou par des chercheurs, des activités physiques sportives et artistiques, voire professionnelles ou thérapeutiques ; cela à la fois du point de vue de leur logique, mais aussi du point de vue de l'élève et des apprentissages possibles. Ce travail précédant l'intervention en classe a été modélisé par Jean Houssaye qui propose l'expression triangle pédagogique. Dans des conceptions proches de la relation au savoir, les mots d'analyse didactique sont aussi utilisés. Elle précède l'intervention dans le cadre de la préparation de celle-ci à partir des différents projets de formation en place, c'est-à-dire des instructions officielles (EPS), ou programmes (EPS), (cf. Textes officiels concernant l'éducation physique et sportive en France), projet d'établissement, de classe et de cycle.

## Possibilité de la démarche
La démarche de "didactisation" des activités physique et sportives et artistiques (APSA) vient de l'idée de traitement de celles-ci à des fins d'intervention (enseignement ou entraînement). Dans l'intention d'atteindre ses objectifs, le pédagogue se donne comme moyen la possibilité de transformer, d'adapter voire de déformer en partie celles-ci. Elle s'inscrit dans une certaine indépendance entre les fins et les moyens. Les discussions quant à une didactique de l'EPS, qui rechercheraient des contenus transversaux ou transférables plutôt principiels, ou quant à une EPS, somme des didactiques des APSA, ne sont pas engagées à ce moment de notre projet de rédaction, mais pourraient amener à différencier si ce ne sont les étapes ci-dessous tout du moins la production qu'elles en donnent.

## Exemple d'étapes d'une analyse didactique
Différentes phases de réflexion programmatique peuvent être suivies selon l'importance qui leur est donnée et les conceptions avec lesquelles l'enseignant doit jouer (celles d'un savoir savant, celles d'un élève générique et de la classe concrète, enfin les siennes dans un essai d'accord avec les différents projets pédagogiques référents.
Dugal propose une démarche en deux grandes étapes : analyse didactique et traitement didactique exemplifiée en tennis.  Sous la forme d'un questionnaire très complet, Boda et Récopé présentent une liste de questions relativement exhaustive qui complète cette première approche. Quelques étapes nécessaires sont proposées dans le cadre de cet article :

### Définition de l'APSA
essence (EPS) logique interne, principes d'action, mises en forme par les programmes (EPS)

### Ressources mises en jeu
bio-informationnelles
bio-mécaniques
bio-affectives
énergétiques
relationnelles

### Problème fondamental posé
par la pratique de cette activité prenant comme exemple le volley ball .la première des choses c'est la présence d'un obstacle qui peut crée une sorte de peur.

### Enjeux de formation poursuivis
au travers de la programmation de cette activité physique et sportive